# Ngoima
Ngoima是一种出没于非洲刚果共和国的神秘动物，其通常被描述为翼展9-13英尺，颜色呈深棕色与黑色，有着强壮且锋利的爪子，在树木顶端筑巢，以猴子和小山羊为食。据记载，Ngoima已知最早的记录来自1870年，在20世纪，安德烈·穆埃莱（André Mouelle）目击Ngoima并记录下它的样貌、习性等资料。研究者对Ngoima提出一些理论，比如猛雕新亚种或体型被夸大的非洲冠雕。